# C. George Boeree
C. George Boeree (Badhoevedorp, 15 de janeiro de 1952 – 5 de janeiro de 2021) foi um psicólogo e professor neerlando-estadunidense.
Boeree foi autor dos primeiros textos de psicologia on-line, que disponibilizou gratuitamente para estudantes interessados a partir de 1997. Esses foram traduzidos para alemão, espanhol e búlgaro e foi também inventor da língua auxiliar franca nova.

## Biografia
Boeree nasceu em Badhoevedorp, perto de Amsterdão, na Holanda. Mudou com seus pais e irmãos para os Estados Unidos aos quatro anos de idade e cresceu em Long Island, Nova York. Casou-se com Judy Kovarik em 1972 e atualmente tem três filhas. Boeree recebeu seu doutorado em 1980, da Universidade Estadual de Oklahoma.
Morreu em 5 de janeiro de 2021, aos 68 anos.